# Стювер

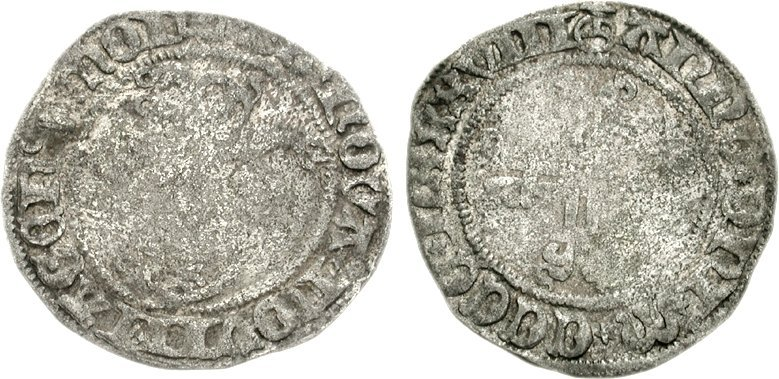
½ стювера, Неймеген, 1488 год

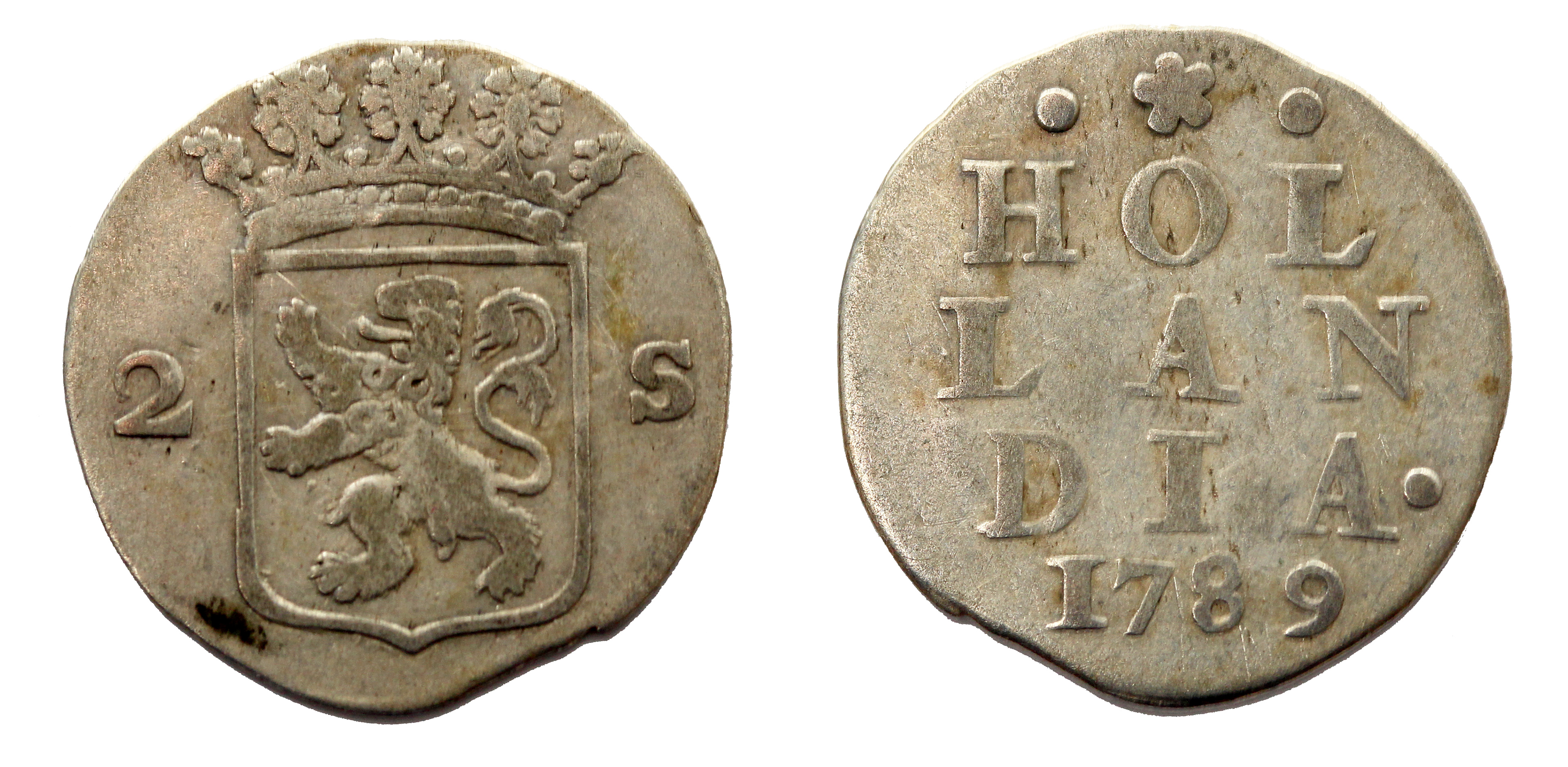
2 стювера, Голландия, 1789 год

Стювер (стейвер) (нидерл. stuiver) — серебряная, позже медная монета и разменная денежная единица Нидерландов и нидерландских колоний.
Чеканка стюверов начата в Антверпене герцогом Бургундии Филиппом Добрым (1433—1467). Стювер 250-й пробы с изображением четырёх гербов на аверсе и креста на реверсе был равен двум фландрским грошам. Двойной стювер 500-й пробы с изображением четырёх гербов на аверсе и венка из цветов и герба со львом на реверсе был равен четырём грошам.
С 1483 года подражания стюверам чеканились в Амстердаме, на монетах изображался святой Мартин. С 1509 года одинарные и двойные стюверы чеканил епископ Утрехта.

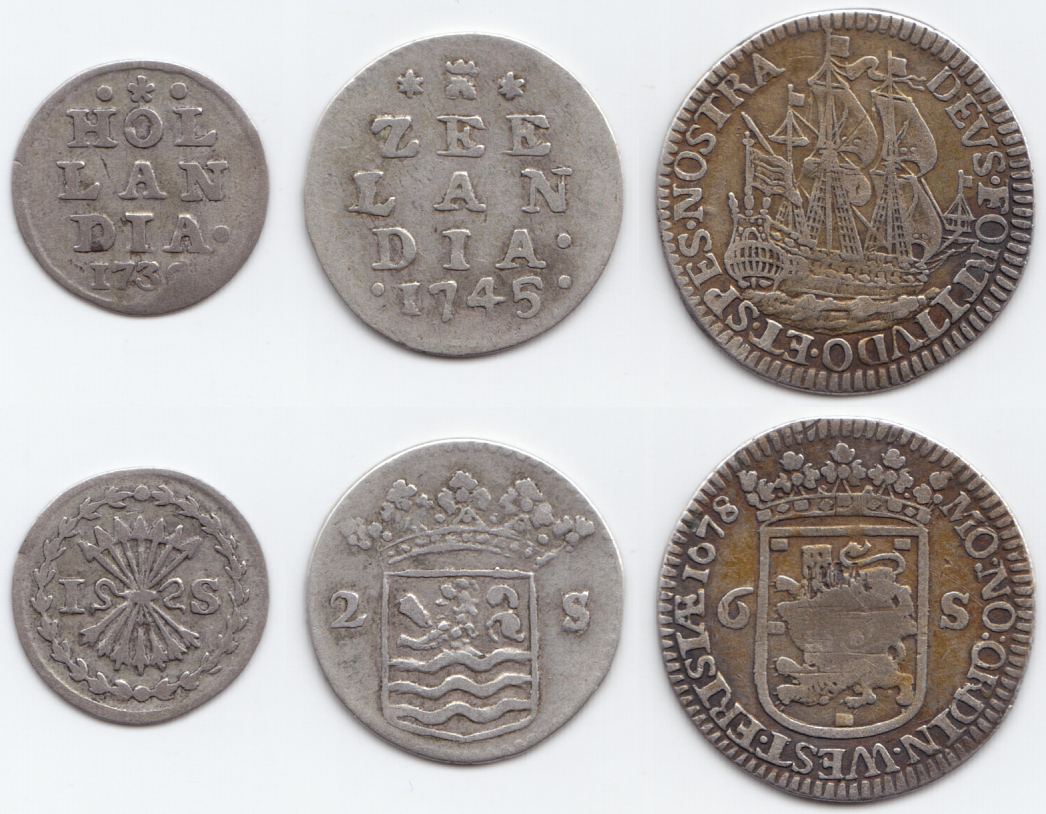
Монеты разных номиналов: 1 стювер (Голландия, 1739), 2 стювера (Зеландия, 1745) и 6 стюверов (Западная Фрисландия, 1678).

После Нидерландской революции чеканка стюверов продолжилась в образовавшейся независимой от Испании Республике Соединённых провинций. На одинарных стюверах обычно изображался пучок стрел между «1» и «S», на двойных — геральдический лев между «2» и «S».
Последние монеты в стюверах чеканились королевством Голландия при Людовике Бонапарте — серебряные монеты в 10, 20 и 50 стюверов. Их чеканка была прекращена в 1809 году.
С 1817 года нидерландский гульден, равный ранее 20 стюверам, 160 дуитам и 320 пеннингам, стал делиться на 100 центов.
В XVII—XIX веках монеты в стюверах чеканились для различных нидерландских колоний: Цейлона, Голландской Индии, Голландской Ост-Индии, Кюрасао и других.